# اچ‌ام‌اس ئی۷
اچ‌ام‌اس ئی۷ (به انگلیسی: HMS E7) یک زیردریایی بود که طول آن ۱۷۸ فوت (۵۴ متر) بود. این زیردریایی در سال ۱۹۱۳ ساخته شد.